# Фицморис, Томас, 18-й барон Керри
Томас Фицморис, 18-й барон Керри, также известный как барон Ликсно (англ. Thomas Fitzmaurice, 18th Baron Kerry; 1574—1630) — ирландский дворянин, участвовавший в Девятилетней войне.

## Рождение и происхождение
Томас родился в 1574 году , вероятно, в Ликсно. Старший сын Патрика Фицмориса (1551—1600), 17-го барона Керри (1590—1600) и его жены Джоан (Джейн) Рош. Семья его отца, как и его матери, была ирландско-нормандской. Мать Томаса была дочерью Дэвида Роша, 5-го виконта Фермоя.

## Восстание Десмонда
Фицморис вместе со своим отцом участвовал в Девятилетней войне в 1598 году. После смерти своего отца в августе 1600 года и захвата замка Листоуэл сэром Чарльзом Уилмотом в ноябре он оказался поименно исключен из всех помилований, предложенных повстанцам. Он отправился на север и вел переговоры о помощи с Хью О’Нилом, 2-м графом Тироном, и Хью Роу О’Доннеллом. Обнаружив, что он неуловим, королева Елизавета Тюдор выразила готовность помиловать его только до конца жизни. Но к тому времени ему удалось собрать двенадцать галер, и он не чувствовал желания подчиняться.
После отражения северной армии от Томонда в ноябре 1601 года он был вынужден искать убежища. В феврале 1603 года капитан Бойс предпринял попытку поймать его в ловушку, но безуспешно. 26 октября 1603 года сэр Ричард Бойль отметил, что он все ещё активно действовал в Мунстере, но с небольшими силами, и пытался добиться прощения у нового короля Якова I. Его заявление было более чем успешным, поскольку он получил отказ от все земли, принадлежавшие его отцу. Однако его сын и наследник был отнят у него и воспитан Донохом О’Брайеном, 4-м графом Томондом, как протестант .
В более поздней жизни он стал участвовать в спорах. Он заседал в ирландском парламенте в 1615 году, когда между ним и лордами Слейном и Курси возникла ссора по вопросу о старшинстве, которая в конечном итоге была решена в его пользу. Он обещал сыну союз на женитьбе, но то ли по неумению, то ли по нежеланию отказался выполнить свое обещание. Сын пожаловался, а отца арестовали и поместили во Флотскую тюрьму. После непродолжительного периода задержания он, судя по всему, согласился выполнить свой контракт, и ему разрешили вернуться домой. Снова пренебрегая признанием связи и попадая под подозрение в государственной измене, он был повторно арестован и доставлен в Лондон. Ему разрешили вернуться в Ирландию, и он умер в Дроэде 3 июня 1630 года. Он был похоронен в Кашеле, в часовне и гробнице Святого Кормака.

## Первый брак и дети
Фицморис женился сначала на Оноре, дочери Коннора О’Брайена, 3-го графа Томонда. У Томаса и Оноры было два сына и одна дочь:
- Патрик Фицморис (1595—1661), 19-й барон Керри, старший сын и преемник отца
- Джеральд Фицморис, умер молодым
- Джоан Фицморис

## Второй брак и дети
Вторым браком Томас Фицморис женился на Джайлсе (Джулия), дочери Ричарда Пауэра, 4-го барона Пауэра из Каррагмора. У Томаса и Джайлса было пятеро сыновей и три дочери:
- Эдмонд Фицморис, полковник, женился на Хелен, пятой дочери Чарльза Маккарти, 1-го виконта Маскерри[5]
- Гаррет Фицморис, полковник, женился на Люсии Туше, дочери Мервина Туше, 2-го графа Каслхейвена[6]
- Томас Фицморис, который женился на Эллен, дочери Дэвида Роша, 7-го виконта Фермоя, и вдове Донала Маккарти Рига и Чарльза Маккарти, 1-го виконта Маскерри[7]
- Роберт Фицморис, полковник армии короля Карла I.
- Ричард Фицморис, полковник армии короля Карла I, павший в «битве при Ньюбери»; однако неясно, является ли это Первой битвой при Ньюбери в 1643 году или Второй битвой при Ньюбери в 1644 году.
- Кэтрин Фицморис, вышедшая замуж за Джона Фицджеральда Инишморского, рыцаря Керри.
- Маргарет Фицморис, 1-й муж — Уолтер Бирмингем из Данферта, 2-й муж — Джон Бурк, лорд Бриттас, 3-й муж — Чарльз Мор.
- Мэри Фицморис, вышедшая замуж за первого Патрика Перселла из Кроа (ум. 1651)[8].